# Halecium banyulense
Halecium banyulense is een hydroïdpoliep uit de familie Haleciidae. De poliep komt uit het geslacht Halecium. Halecium banyulense werd in 1912 voor het eerst wetenschappelijk beschreven door Motz-Kossowska. 